# Ichneumenoptera albiventris
Ichneumenoptera albiventris is een vlinder uit de familie van de wespvlinders (Sesiidae). De wetenschappelijke naam van de soort is voor het eerst geldig gepubliceerd in 1899 door Beutenmüller.